# Paittasjärvi (Jukkasjärvi socken, Lappland)
Paittasjärvi är en sjö i Gällivare kommun och Kiruna kommun i Lappland och ingår i Kalixälvens huvudavrinningsområde. Sjön har en area på 29,8 kvadratkilometer och ligger 465 meter över havet. Paittasjärvi ligger i Torne och Kalix älvsystem Natura 2000-område.
Vid västra ändan ligger Nikkaluokta.
Sjön avvattnas av vattendraget Kalixälven.

## Delavrinningsområde
Paittasjärvi ingår i det delavrinningsområde (753230-164347) som SMHI kallar för Utloppet av Paittasjärvi. Medelhöjden är 607 meter över havet och ytan är 165,55 kvadratkilometer. Räknas de 39 avrinningsområdena uppströms in blir den ackumulerade arean 1 064,67 kvadratkilometer. Kalixälven som avvattnar avrinningsområdet har biflödesordning 2, vilket innebär att vattnet flödar genom totalt 2 vattendrag innan det når havet efter 364 kilometer. Avrinningsområdet består mestadels av skog (47 procent) och kalfjäll (25 procent). Avrinningsområdet har 30,15 kvadratkilometer vattenytor vilket ger det en sjöprocent på 18,2 procent.

## Historia
Paittasjärvi omnämns i gamla skattelängder som Paiista Tresk (1559), Paitze (1568), Paithes (1576), Paittes (1594) eller Piinetes träsk (1595). Sjön brukades av samer inom lappbyn Siggevara eller Lullebyn (Nederbyn), som omfattade den östra delen av Jukkasjärvi socken.